# Paratachycampa
Paratachycampa és un gènere de diplurs de la família Campodeidae. Hi ha dues espècies descrites en Paratachycampa.

## Taxonomia
- Paratachycampa hispanica Bareth & Conde, 1981 g
- Paratachycampa peynoensis Bareth & Conde, 1981 g

Fonts de les dades: i = ITIS, c = Catalogue of Life, g = GBIF, b = Bugguide.net